# Adrenocorticotropin
Adrenocorticotropin, auch adrenocorticotropes Hormon (kurz ACTH), auch adrenokortikotropes Hormon, ist ein von der Hypophyse abgegebenes Hormon, das unter anderem die Corticoid-Abgabe durch die Nebennieren (lateinisch Glandulae adrenales) steuert. Es handelt sich um ein Peptidhormon, das unter Einfluss des Corticotropin-releasing Hormons (CRH) in den basophilen Zellen des Hypophysenvorderlappens aus der Vorstufe des Proopiomelanocortins (POMC) gebildet wird. Es reguliert die Synthese von wichtigen Enzymen für die Steroid-Synthese. Unter anderem wird die Synthese von Pregnenolon stimuliert, dem limitierenden Schritt der Steroid-Synthese.

## Biosynthese
Adrenocorticotropin wird unter Einfluss des Corticotropin-releasing Hormons (CRH) in den basophilen Zellen des Hypophysenvorderlappens gebildet. Aufgrund der limitierten Proteolyse entsteht aus dem Proopiomelanocortin nicht nur ACTH, sondern zusätzlich Lipotropin oder anstelle von ACTH und Lipotropin können das Melanozyten-stimulierende Hormon (MSH) und ein Endorphin entstehen.
Eine ACTH-Bildung kann auch (ektop) in bösartigen Tumoren der Nebennierenrinde erfolgen, etwa beim paraneoplastischen Cushing-Syndrom.

## Wirkung
ACTH wirkt besonders auf die Nebennierenrinde und regt dort vor allem die Zellen der Zona fasciculata zur Bildung von Glukokortikoiden an. Weiterhin wird auch die Bildung von Mineralokortikoiden und Sexualhormonen mit angeregt.
Die biochemischen Hauptwirkungen entfaltet ACTH als Agonist der Melanocortinrezeptoren, insbesondere des G-Protein-gekoppelten Melanocortinrezeptors 2. Über diesen Rezeptor wird die cAMP-Synthese aus ATP und damit die Proteinkinase A angeregt. Die Proteinkinase A aktiviert durch Phosphorylierung vor allem drei Enzyme:
- StAR (Steroidogenic Acute Regulatory Proteine), welches die Aufnahme von Cholesterin in die Mitochondrien durchführt und den entscheidenden Schritt der Steroidbiosynthese darstellt,
- die Cholesterinhydrolase, die freies Cholesterin bereitstellt und
- CREB (cAMP response element-binding protein), einem Transkriptionsfaktor für die Expression von StAR und anderen steroidogenen Enzymen.[4]

Beim Weinen (aus emotionalen Gründen, nicht bei Augenreizung) ist in den Tränen Adrenocorticotropin enthalten.

## Stresshormon
Da ACTH bei verschiedenen Formen von Stress vermehrt ausgeschüttet wird, bezeichnet man es auch als Stresshormon. Mögliche Stressoren sind Arbeit, Verletzungen, Krankheiten, chirurgische Eingriffe (Operationen), Emotionen, Depressionen, physische und psychische Belastungen.

## Regulation der ACTH-Sekretion
Die Sekretion von ACTH wird durch den Hypothalamus mittels Feedbackhemmung reguliert. Die ACTH-Ausschüttung unterliegt einem zirkadianen Rhythmus, sodass die Konzentration wie die der Glukokortikoide am frühen Morgen am höchsten und am späten Abend am niedrigsten ist. Physischer und psychischer Stress stimuliert zudem die ACTH-Sekretion, weshalb es über die normale circadiane Rhythmik hinaus in regelmäßigen Abständen zu phasischen sekretorischen Episoden der ultradianen Rhythmik kommt.

## Verwendung
Medizinisch wird anstelle von Adrenocorticotropin (ACTH, Corticotropin) heute eher das synthetisch hergestellte Tetracosactid (Synacthen) eingesetzt, das aus den 24 Aminosäuren des N-terminalen Endes von ACTH besteht (ACTH (1-24)) und ihm funktionell entspricht.

### Einsatz in der Diagnostik
In der Diagnostik werden ACTH bzw. Tetracosactid beim ACTH-Stimulationstest eingesetzt, vor allem zur Diagnostik einer Nebennierenrindeninsuffizienz oder eines Adrenogenitalen Syndroms.

### Einsatz in der Therapie
Epilepsie
Tetracosactid wird – seltener als früher – in der Therapie von epileptischen Anfällen, insbesondere beim West-Syndrom, eingesetzt. Anfallsfrei werden nach kurzer bis mittellanger Therapie bis zu acht von zehn Kindern mit West-Syndrom. Frühgeborene Kinder sind eine Ausnahme: Sie sprechen offenbar deutlich seltener auf ACTH bzw. Tetracosactid an; vermutlich aufgrund des Entwicklungsstandes des Gehirns bzw. der perivaskulären weißen Substanz.
Eine Behandlung ist mit hohen Risiken durch mitunter massive Nebenwirkungen belastet, die von der jeweiligen Dauer und der Dosis abhängen. U. a. kann es zu Leukozytose, Schwächung des Immunsystems, Hyperglykämie, Bluthochdruck, Erbrechen, Magenblutungen, Herzversagen und dem Cushing-Syndrom kommen.
Die Rückfallquote nach der Therapie liegt beim West-Syndrom bei bis zu etwa 65 %.
Sonstiges
ACTH wurde früher auch im Rahmen der Behandlung von Gicht eingesetzt.

## Überschuss und Mangel
Erhöhte ACTH-Werte ergeben sich unter anderem bei Kälte, Stress, Nebennierenrindeninsuffizienz, Morbus Cushing oder paraneoplastischem Syndrom. Reduzierte ACTH-Spiegel treten beim Sheehan-Syndrom, bei Veränderungen der Hypophyse, des Hypothalamus oder des Hypophysenstiels auf. Mögliche Veränderungen der Hypophyse kommen durch Tumoren der Hypophyse oder des Gehirns, Operationen, Bestrahlungen, Blutungen, Infarkte, Infekte, Entzündungen, Granulome oder Metastasen im Bereich der Hypophyse zustande. Mögliche Veränderungen des Hypothalamus, der die ACTH-Produktion in der Hypophyse mit CRH regelt, sind Tumoren, Operationen oder Bestrahlungen. Bei einer Verletzung des Hypophysenstiels kommt eine Abnahme der ACTH-Werte zustande, da der Hypothalamus mit dem CRH die Produktion von ACTH im Hypophysenvorderlappen nicht mehr antreiben kann.
Ein Mangel an ACTH bewirkt eine Atrophie der Nebennierenrinde.

## Derivate
Pro-Gly-Pro-ACTH (4-7) wird in Russland als Nootropikum unter anderem nach einem Schlaganfall verwendet.

## Externe Links zu erwähnten Verbindungen
1. ↑  Externe Identifikatoren von bzw. Datenbank-Links zu Tetracosactid:  CAS-Nr.: 16960-16-0, EG-Nr.: 241-031-1, ECHA-InfoCard: 100.037.286, PubChem: 16133802, ChemSpider: 10481947, DrugBank: DB01284, Wikidata: Q560542. ATC-Code: H01AA02